# 乐天宇
乐天宇（1900年1月20日—1984年7月15日），男，湖南宁远人，中国革命家、中国农民运动先驱之一，中国人民政治协商会议第一届全体会议代表。被称为新中国民办教育第一人。

## 生平
1916年考入长沙市立第一中学，1921年考入北京农业专门学校（1923年改为国立北京农业大学，是北京大学农学院的前身）。1922年任农校社会主义青年团支部书记。1924年任第一任中共北农大党支部书记，1925年从国立北京农业大学毕业，出任过中共北京西郊区委书记、张家口地委农委书记。1926年任教于安徽省六安农业学校。
1927年在安徽六安被捕，在长沙坐牢，1930年7月红军攻打长沙时越狱。1931至1937年，先后任河南大学农学院教授、湖南农林局局长、湖北文化研究院导师、甘肃省庆阳县县长、湖南省衡阳山高级农业职业学校主事等。1941至1946年，在延安自然科学院任生物系主任，兼陕甘宁边区林务局局长。1947年任晋鲁豫边区北方大学农学院院长。1948年任华北联合大学农学院院长。
1948年秋，乐天宇在石家庄发起成立米丘林学会，提倡学习和研究米丘林学说（即李森科主义），并在他主持的华北大学农学院大力推行米丘林遗传学。在这个时期他陆续撰写了《米丘林生物科学的哲学基础》《新遗传学讲义》《新遗传学讲话》《自然规律的遗传法则》等论著，系统介绍了米丘林学说的观点、内容、研究方法等。乐天宇坚持李森科主义直至晚年。 
1949年9月，北大、清华、华北大学三校的农学院合并为北京农业大学，乐天宇任党总支书记兼校务委员会主任，并负责接收由胡先骕主持的静生生物调查所。乐天宇试图在中国消灭摩尔根学派，并迫害信奉摩尔根遗传学的科学家。停止遺傳學家李景均主讲的三门课程，李景均因此於1950年3月逃到美國。1951年乐天宇因“态度粗暴”导致李景均事件而被调离北京农业大学，负责筹建并担任中国科学院遗传选种馆（中国科学院遗传与发育生物学研究所前身之一）馆长。1969年被下放到广西邕宁五七干校。1978年后恢复名誉和工资待遇。1980年回乡自费创办九嶷山学院。1984年7月15日病逝，享年84岁。